# منهوان
منهوان(بالأندونيسية: Menhuan، بالإنجليزية: Menhuan، (بالصينية المبسطة: 门宦; بالصينية التقليدية: 門宦; البينيين: Ménhuàn): هو مصطلح يستخدمه مسلمو الهوي والأويغور في الصين للإشارة إلىالطريقة الصوفية الصينية. يشكل زعماء الـمنهوان -الذين يكونون عادة من المرشدين الصوفيين أوالأولياء- سلسلة من الخلفاء الروحيين على مر العصور، والمعروفة في اللغة العربية باسمسلسلة تصوف.